# Neanthes isolata
Neanthes isolata är en ringmaskart som beskrevs av Anne D. Hutchings och Turvey 1982. Neanthes isolata ingår i släktet Neanthes och familjen Nereididae. Inga underarter finns listade i Catalogue of Life.